# Thulcandra
Thulcandra of De binnenste cirkel (oorspronkelijk: That Hideous Strength) is het laatste deel van de Ruimte-trilogie, de theologische literaire trilogie van C.S. Lewis.  Thulcandra wordt voorafgegaan door Malacandra en Perelandra. Het kwam uit als That Hideous Strength (1945), met de ondertitel A Modern Fairy-Tale for Grown-Ups. Het verhaal was in oorspronkelijke vorm dikker dan de eerste twee verhalen van de trilogie samen. 

## Verhaal
Mark Studdock, de hoofdpersoon van dit laatste deel, werkt op een kleine universiteit in het fictieve oude Engelse stadje Edgestow. Hij is een jonge, net getrouwde socioloog en ziet het als een uitgelezen kans als hij een baan krijgt aangeboden bij het N.I.C.E. (het National Institute of Co-ordinated Experiments). Dit instituut blijkt echter niet een normaal instituut te zijn. Eerst verandert het Edgestow van een klein oud stadje naar een moderne stad waarin al het oude moet verdwijnen. Mark probeert in de hogere kringen te komen, maar de contacten en duidelijkheid waar hij op hoopt blijven uit. Het futuristische wetenschappelijke instituut blijkt echter ook duistere bedoelingen te hebben met de mensheid, en uiteindelijk ook met Mark zelf. 
Marks vrouw Jane wordt ondertussen gekweld door nachtmerries die op waarheid blijken te berusten, waarop ze naar een psychologe gaat. Die blijkt lid te zijn van een bijzondere groep die onder leiding staat van dr. Ransom, de man die naar Malacandra en Perelandra reisde. Onder zijn leiding wordt een aanval gepland op het N.I.C.E., dat inmiddels het hele land in zijn greep heeft. Zo belanden Mark en Jane aan twee zijden van een 'oorlog', waarin het lot van de mensheid bepaald zal worden. Beide partijen beroepen zich op de hulp van Merlijn, die zich ergens in de omgeving van het instituut ondergronds ophoudt.

## Achtergronden en kritiek
In de ogen van J.R.R. Tolkien was Lewis bij het schrijven van Thulcandra (tot Tolkiens ongenoegen) sterk beïnvloed door het werk en het gedachtegoed van Charles Williams, die met hen lid was van de Inklings. Tolkien had namelijk bezwaar tegen het bovennatuurlijke in de verhalen van Williams; soms sprak hij zelfs van zwarte magie en hekserij in diens boeken. Williams was van 1917 tot 1928 actief lid geweest van de magische orde Orde der Golden Dawn. Tolkien gaf na de dood van Lewis aan dat dit een van de oorzaken was van de afnemende vriendschap tussen Lewis en hem.
In Thulcandra wordt duidelijk dat Lewis geïnspireerd was door de namen en tradities uit de verhalen over Koning Arthur. Met name de rol van Merlijn is een duidelijke greep uit deze legenden. De positie van het N.I.C.E. ten opzichte van Edgestow is volgens sommigen gebaseerd op die van de Atomic Energy Research Establishment tegenover Oxford, dat er ongeveer 24 kilometer vanaf ligt. Het duistere beeld van het instituut is mogelijk als blik in de toekomst bedoeld, om zo met de tijd realistischer te worden en meer te gaan betekenen, zoals Animal Farm van George Orwell en Brave New World van Aldous Huxley.
J.B.S. Haldane vond dat Lewis een verkeerd beeld van de moderne wetenschap gaf, gedeeltelijk uit onwetendheid aangezien Lewis geen achtergrond had in de exacte wetenschappen. Lewis gaf als reactie zich alleen te verzetten tegen het sciëntisme, het geloof dat alle menselijke problemen met de wetenschap zijn op te lossen.

## Uitgaven
Nadat That Hideous Strength in 1945 was uitgegeven, werd het door Lewis ingekort en verscheen het als The Tortured Planet (1946). Later kwam het weer uit als That Hideous Strength (1955). De verkorte versie werd eerst in het Nederlands vertaald onder de titel De binnenste cirkel (1981). In 2008 kwam het volledige verhaal opnieuw vertaald uit onder de titel Thulcandra.